# Qu'Appelle River
Qu'Appelle River är ett vattendrag i Kanada. Det ligger i provinserna Saskatchewan och Manitoba.
Omgivningarna runt Qu'Appelle River är en mosaik av jordbruksmark och naturlig växtlighet. Trakten runt Qu'Appelle River är nära nog obefolkad, med mindre än två invånare per kvadratkilometer.